# Längdhopp för damer vid inomhusvärldsmästerskapen i friidrott 2022
Damernas längdhopp vid inomhusvärldsmästerskapen i friidrott 2022 hölls den 20 mars 2022 på Štark arena i Belgrad i Serbien. 15 tävlande från 12 nationer deltog. Samtliga tävlande fick göra tre hopp och de åtta med bäst resultat fick därefter göra ytterligare tre hopp.
Ivana Vuleta från Serbien vann guldet efter ett världsårsbästa på 7,06 meter. Silvermedaljen togs av nigerianska Ese Brume med ett säsongsbästa på 6,85 meter och bronset gick till brittiska Lorraine Ugen som också gjorde ett säsongsbästa på 6,82 meter.

## Resultat
Finalen startade klockan 17:37.
| Placering | Idrottare             | Nationalitet   | #1     | #2     | #3     | #4     | #5     | #6     | Resultat           | Noteringar |
| --------- | --------------------- | -------------- | ------ | ------ | ------ | ------ | ------ | ------ | ------------------ | ---------- |
| 1         | Ivana Vuleta          | Serbien        | x      | 6,89 m | x      | 7,06 m | x      | x      | 7,06 m             | 0VB0       |
| 2         | Ese Brume             | Nigeria        | 6,22 m | 6,47 m | 6,85 m | 6,66 m | 6,76 m | 6,67 m | 6,85 m             | 0SB0       |
| 3         | Lorraine Ugen         | Storbritannien | x      | x      | 6,82 m | x      | 6,78 m | x      | 6,82 m             | 0SB0       |
| 4         | Tiffany Flynn         | USA            | 6,70 m | 6,78 m | 6,43 m | 6,65 m | 6,51 m | x      | 6,78 m             | 0SB0       |
| 5         | Quanesha Burks        | USA            | 6,77 m | 6,51 m | 6,76 m | 6,63 m | 6,33 m | 6,53 m | 6,77 m             | 0SB0       |
| 6         | Maryna Bech-Romantjuk | Ukraina        | x      | x      | 6,68 m | 6,73 m | x      | x      | 6,73 m             | 0SB0       |
| 7         | Fátima Diame          | Spanien        | x      | 6,60 m | 6,71 m | x      | x      | x      | 6,71 m             | 0SB0       |
| 8         | Ruth Usoro            | Nigeria        | 6,69 m | 6,40 m | x      | 6,56 m | x      | x      | 6,69 m             | 0SB0       |
| 9         | Milica Gardašević     | Serbien        | x      | x      | 6,59 m |        |        |        | 6,59 m             |            |
| 10        | Larissa Iapichino     | Italien        | 6,55 m | x      | 6,57 m |        |        |        | 6,57 m             |            |
| 11        | Akela Jones           | Barbados       | x      | 6,55 m | 6,55 m |        |        |        | 6,55 m             |            |
| 12        | Khaddi Sagnia         | Sverige        | x      | 6,20 m | 6,42 m |        |        |        | 6,42 m             |            |
| 13        | Anasztázia Nguyen     | Ungern         | x      | 6,39 m | 6,22 m |        |        |        | 6,39 m             |            |
| 14        | Florentina Iusco      | Rumänien       | x      | 6,24 m | 6,07 m |        |        |        | 6,24 m             |            |
| 15        | Eliane Martins        | Brasilien      | x      | x      | x      |        |        |        | Inget giltigt hopp |            |